# Robert Gray

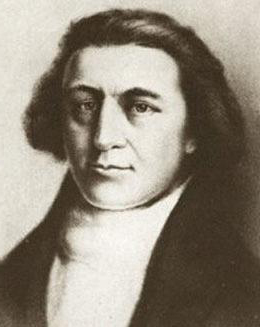
Robert Gray

Robert Gray, född 10 maj 1755 i Tiverton,, Rhode Island; död juli 1806 till sjöss utanför Charleston, South Carolina; var en amerikansk sjöfarare och upptäcktsresande. Gray genomförde åren 1787 till 1790 den första amerikanska världsomseglingen och var den förste europé som seglade på Columbiafloden.

## Biografi
Endast lite finns dokumenterad om Grays barndom, han föddes 1755 i Tiverton på Rhode Island. Gray gick till sjöss i unga år och tog senare värvning i Kontinentalarmén och deltog i Amerikanska frihetskriget inom marinen.
Han gifte sig 1784 med Mary Wake och paret fick 5 barn av vilket den enda sonen dog i barnsängsfeber. Kring 1787 uppdragades han och John Kendrick av handelsmän i Boston att utrusta en handelsexpedition. Man skulle införskaffa pälsar på västkusten och sedan sälja dessa i Kina. 2 fartyg utrustades till expeditionen, Lady Washington och Columbia.

### Världsomseglingen

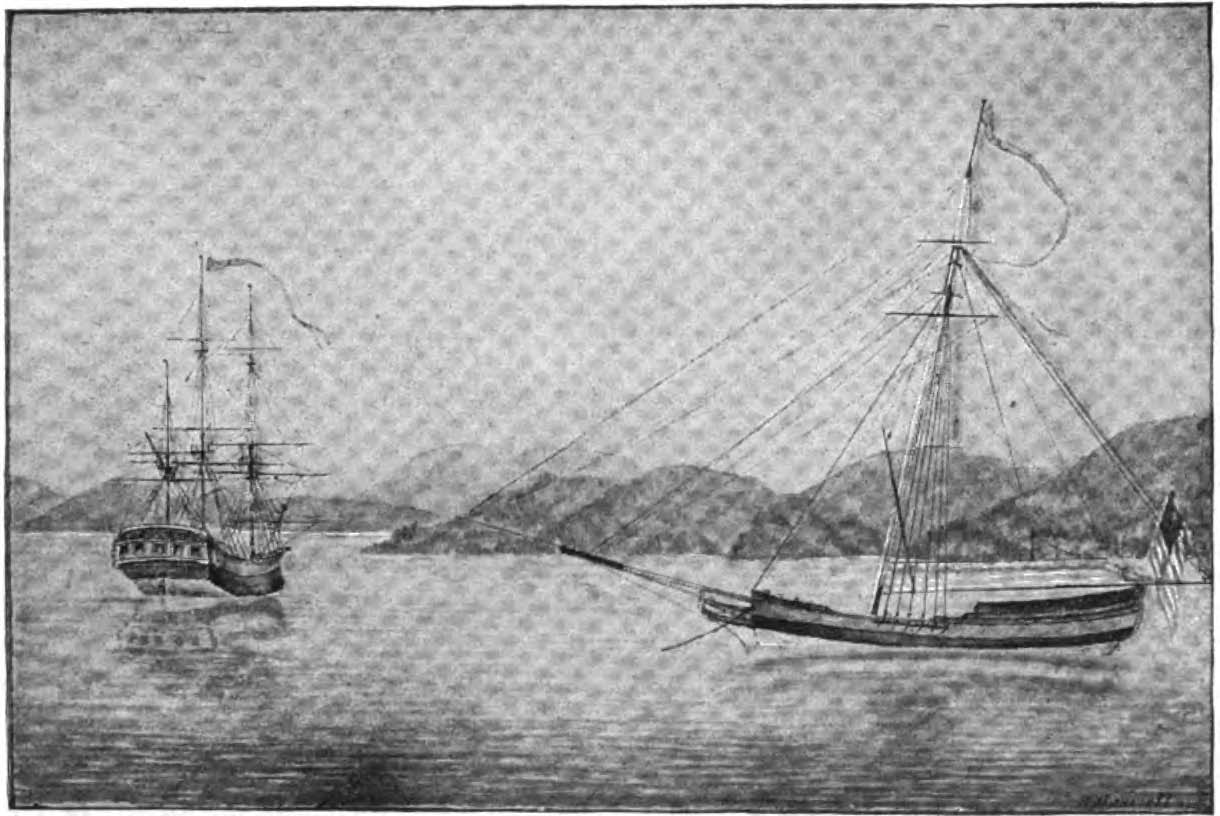
”Columbia” och ”Lady Washington”

Den 30 september 1787 lämnade Gray med befäl över "Lady Washington" och Kendrick med befäl över "Columbia" hamnen i Boston, via Kap Verdeöarna och Falklandsöarna mot Kap Horn, expeditionen separerades den 1 april 1788 under en storm. Kendrick fick då söka skydd bland Juan Fernández-öarna.
Gray nådde Nootka-sundet vid Vancouver Island den 17 september 1788, 1 vecka senare anlände även "Columbia" dit. Gray och Kendrick bytte fartyg den 24 juni 1789, så Gray hade nu befäl över "Columbia". Kendrick stannade på västkusten medan Gray nu fortsatte expeditionen via Hawaiiöarna mot Kina och fartyget anlände till Guangzhou i början på 1790. Pälsvarorna byttes mot en last av siden, porslin och te. Den 12 februari 1790 började "Columbia" hemfärden med kurs mot Godahoppsudden. Fartyget anlände åter i Boston den 9 aug 1790, i välkomstkommittén ingick även guvernören John Hancock.

### Senare liv

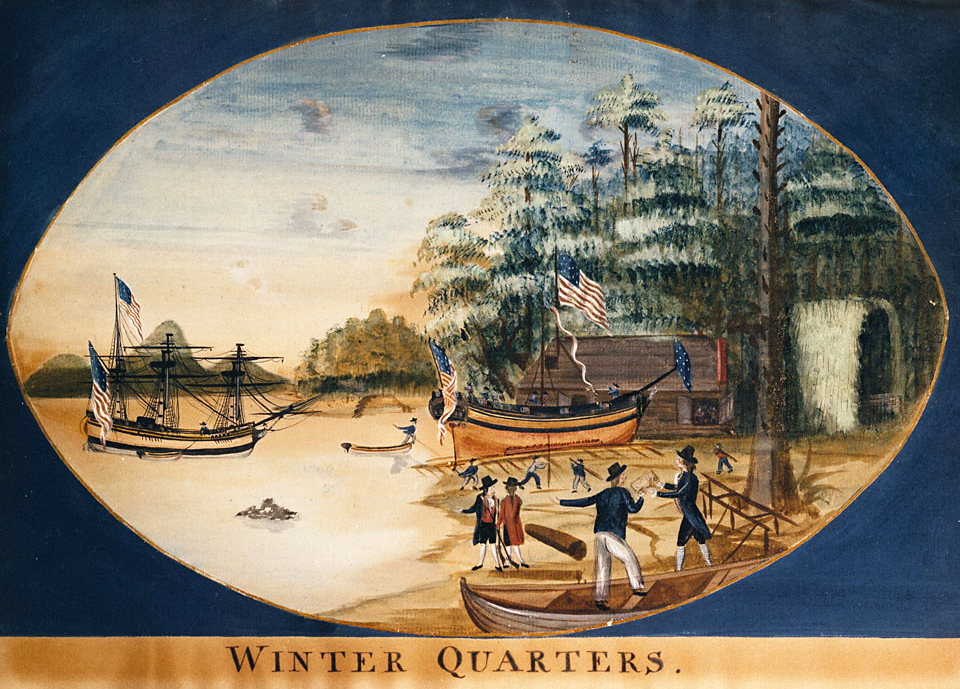
”Columbia” i sitt vinterläger

Den 28 september 1790 inledde Gray sin andra Nordväst-expedition, den 5 juni 1791 nådde "Columbia" Clayoquot-sundet vid Vancouver Island. Där mötte de upp med Kendrick som nu skulle segla till Kina.
Gray slog vinterläger på Meares Island och lägret döptes till "Fort Defiance", här byggdes ett ytterligare fartyg en slup kallad Adventure. Den 2 april 1792 seglade Gray "Adventure" norrut medan "Columbia" avseglade söderut. Den 29 april nådde Gray Juan de Fucasundet där han stötte på fartyget "HMS Discovery" under befäl av George Vancouver, Gray upplyste Vancouver om rutten till inloppet till Fucasundet och upptäckten av en eventuell stor flod norrut, Vancouver avfärdade berättelsen om floden och fortsatte mot sundet.
Gray fortsatte mot floden och nådde dagens Grays Harborviken den 7 maj och flodens mynning den 11 maj 1792, han döpte floden efter hans fartyg den 19 maj. Senare återförenades "Adventure" och "Columbia" och man avseglade åter mot Kina och därefter via Godahoppsudden åter till Boston. Gray anlände i Boston i juli 1793 vilket avslutade hans andra världsomsegling.
Den 10 september 1798 avseglade Gray ånyo på en Nordväst-expedition denna gång från Salem, hans fartyg "Alert" blev dock uppbringad 17 november av franska sjörövarfartyget "La Républicaine" utanför Rio de Janeiro, fartyget och lasten såldes i Montevideo till spanjorer. Gray återvände till USA och fortsatte föra befäl över olika handelsfartyg.
I juli 1806 avled Gray till sjöss, troligen drabbad av Gula febern och begravdes till sjöss.